# Галапагосский рисовый хомяк
Галапагосский рисовый хомяк (лат. Aegialomys galapagoensis) — вид грызунов семейства хомяковые (Cricetidae). Эндемик острова Санта-Фе, площадью 24 км², входящего в группу Галапагосских островов. 
Ранее вид включали в род Oryzomys. Согласно ревизии Векслера (Weksler et al., 2006) данный вид совместно с видом Aegialomys xanthaeolus образуют новый род Aegialomys.
Вид внешне похож на рисовых хомяков. Самки с длиной тела около 108 мм и весом около 55 г меньше самцов. Последние длиной около 118 мм и весом около 74 г. Кроме того у обоих полов примерно одинаково длинный узкий хвост, покрытый редкими волосами.
Ландшафт острова Санта-Фе похож на пустыню с кактусами и редкими деревьями. Высочайшая точка расположена на высоте 259 метров над уровнем моря.
Галапагосский рисовый хомяк активен с наступлением сумерек и до утра, держится преимущественно на земле. Питается, среди прочего насекомыми, молодыми побегами растений (например, виды рода Cryptocarpus) и остатками рыбы, брошенными рыбаками на земле. Считается, что этот грызун, как и другие рисовые хомяки, в поисках еды оппортунистического поведения. Естественными врагами являются галапагосский канюк (Buteo galapagoensis) и болотная сова (Asio flammeus). Также задокументирован случай, когда детёныш галапагосского рисового хомяка стал добычей многоножки Scolopendra galapagoensis.
Имеются различные сведения о брачном поведении. Согласно одному исследованию спаривание происходит в тёплое время года с января по май, другое исследование утверждает, что размножение происходит в течение всего года. Чаще в помёте от трёх до пяти голых и слепых детёнышей. Они открывают глаза примерно через 9 дней и начинают принимать твёрдую пищу примерно через 13 дней. Вероятно, поведение животных соответствует поведению остальных видов рисовых хомяков. Период беременности самок длится около 25 дней, кормление длится в течение примерно двух недель. Максимальная продолжительность жизни составляет два года.
Грызун, как и бледный конолоф (Conolophus pallidus) и некоторые виды птиц способствует распространению семян дерева Bursera graveolens.
Популяция вида стабильна. Из-за ограниченного небольшого ареала вид близок к уязвимому положению. Важно, чтобы другие грызуны не имели возможность попасть на остров.